# Deroplia simplex
Deroplia simplex är en skalbaggsart som först beskrevs av Olof Immanuel von Fåhraeus 1872.  Deroplia simplex ingår i släktet Deroplia och familjen långhorningar.
Artens utbredningsområde är:
- Kenya.
- Malawi.
- Moçambique.
- Zimbabwe.

Inga underarter finns listade i Catalogue of Life.